# Megalomys luciae
Megalomys luciae is een uitgestorven knaagdier dat leefde op het eiland Saint Lucia in de Caraïben.
Het dier had de grootte van een kleine kat. Het laatste bekende exemplaar stierf na 3 jaar in gevangenschap in 1852 in de London Zoo. Het dier stierf vermoedelijk uit in de tweede helft van de 19e eeuw; de laatste waarneming dateert uit 1881. In het Natural History Museum in Londen wordt een specimen bewaard.